# Glaucoma
I glaucomi sono un gruppo molto diversificato di malattie oculari, accomunate dalla presenza di un danno cronico e progressivo del nervo ottico, con alterazioni caratteristiche dell'aspetto della sua "testa" (che si può osservare con esame del fondo oculare) e dello strato delle fibre nervose retiniche.
Il glaucoma può provocare lesioni irreversibili: se non diagnosticato in tempo può causare gravi danni alla vista e, in alcuni casi, ipovisione o cecità. Negli stadi più avanzati si ha una visione cosiddetta "tubulare", poiché si è persa la visione periferica mentre si vede ancora al centro del campo visivo.
I meccanismi attraverso i quali si sviluppa un glaucoma sono ancora in parte sconosciuti; ma sono stati individuati numerosi fattori di rischio, che si associano alla malattia, tra cui si segnalano, in particolare, pressione oculare elevata, età, familiarità, spessore corneale centrale e fattori vascolari.

## Glaucoma ad angolo aperto
La più frequente forma di glaucoma (detto primario ad angolo aperto) è per lo più asintomatica, ad andamento lento ma inesorabile e viene spesso riscontrata in occasione di una visita oculistica. È consigliabile, quindi, misurarsi periodicamente la pressione oculare (tono). Nel glaucoma ad angolo aperto, anche se l'angolo di drenaggio è "aperto", il fluido passa troppo lentamente attraverso il drenaggio delle trabecole.

### Glaucoma a pressione normale
In realtà il glaucoma non si associa sempre a un aumento della pressione intraoculare: questa forma di glaucoma è chiamata glaucoma a bassa pressione o a pressione normale.

## Glaucoma ad angolo chiuso
Il glaucoma ad angolo chiuso è causato da fattori che tendono a spingere l'iride nell'angolo irido-corneale, bloccando fisicamente il drenaggio dell'umor acqueo e aumentando la pressione intraoculare. Il glaucoma ad angolo chiuso può presentarsi gradualmente o improvvisamente. Nel caso di presentazione acuta, tipicamente monolaterale, la clinica comprende dolore intenso, arrossamento oculare, pupilla semi-dilatata ed edema corneale.

## Fattori di rischio

### Pressione oculare elevata
È il primo tra i fattori di rischio che sono stati individuati. Non esiste un valore di pressione normale in assoluto: il livello pressorio a cui si possono manifestare i danni è variabile a seconda dei singoli individui. Tuttavia, generalmente non è considerato patologico un valore compreso tra 10 e 21 mmHg; quest'ultimo viene considerato il limite della normalità statistica.
Prendendo in considerazione popolazioni di soggetti suddivise per valori di pressione oculare, la frequenza del glaucoma aumenta progressivamente nei gruppi di individui con pressioni oculari maggiori.
Chi ha una pressione oculare sempre al di sotto di 18 mmHg ha un basso rischio di sviluppare un glaucoma. Esistono però glaucomi a pressioni medio-basse più difficili da controllare. La pressione oculare rimane ancora uno dei fattori di rischio più importanti, e quello che si può correggere più efficacemente con le terapie.

### Età
La frequenza della malattia nella popolazione aumenta sensibilmente dopo i 40 anni di età e non si avvertono differenze tra un sesso e l'altro. È fortemente consigliato effettuare una visita oculistica dopo i 40 anni.

### Familiarità
Chi ha un parente di primo grado affetto dalla malattia, corre un rischio da 4 a 10 volte maggiore di manifestarla. Sono stati già individuati alcuni geni sicuramente legati alla comparsa del glaucoma.

### Fattori sistemici
Pazienti affetti da malattie croniche sistemiche come il diabete o ipertensione sistemica hanno più possibilità di sviluppare il glaucoma.

## Diagnosi
La pressione oculare elevata non giustifica sempre la diagnosi del glaucoma. Esistono infatti molti casi di ipertensione oculare innocua. Lo stato della papilla ottica (testa del nervo ottico) e lo studio del campo visivo potrebbero evidenziare o meno danni al nervo ottico e sciogliere ogni eventuale dubbio. Di conseguenza la mera misurazione della pressione intraoculare eseguita da personale non medico è completamente insufficiente a definire una diagnosi certa di tale patologia. Esistono inoltre esami specifici (GDX-OCT e RTA-TALIA) che aiutano a diagnosticare la malattia nelle fasi iniziali, quando la malattia è sicuramente più controllabile e gestibile. L'esame OCT del nervo ottico fornisce informazioni prevalentemente sulla morfologia della papilla ottica, mentre l'esame GDX mostra la funzionalità delle fibre nervose.
Gli esami elettrofunzionali, come i potenziali evocati visivi (PEV) e l'elettroretinogramma (ERG), misurano la risposta di un nervo ottico a uno stimolo sensoriale a differenti frequenze d'onda. Entrambi prevedono una variazione di contrasto e luminanza costante, ottenuta attraverso uno stimolo pattern a scacchi o a griglia sinusoidale, verticale o orizzontale.
Un altro esame importante è la gonioscopia, ovvero lo studio del cosiddetto angolo iridocorneale, quella struttura responsabile del deflusso dell'umore acqueo dall'occhio. La gonioscopia viene eseguita dal medico oculista dopo instillazione di collirio anestetico e mediante lenti apposite (a contatto).

## Terapia
La terapia può essere medica o chirurgica, come l'intervento al laser o la scleroplastica, ideata dal noto chirurgo russo Fëdorov. La prima è la più diffusa, mentre la seconda è tendenzialmente adottata solo per i casi più gravi ma la trabeculoplastica selettiva (SLT-Selective Laser Trabeculoplasty) dà i migliori risultati nei pazienti non ancora sottoposti a trattamento farmacologico. Di solito la terapia farmacologica è incentrata sulla somministrazione di appositi colliri mentre l'intervento consiste in una trabeculectomia (letteralmente: "taglio del trabecolato", che è il canale di fuoriuscita dell'umor acqueo). L'utilità della parachirurgica è limitata a pochi casi mentre l'SLT è indicata in tutti i casi di glaucoma ad angolo aperto.
Le aree del campo visivo perse a causa dei danni provocati al nervo ottico non possono essere recuperate con nessuna delle tre terapie. La terapia ha funzione esclusivamente conservativa o preventiva nei confronti di un ulteriore danno della visione ed evitare la cecità. Tutte e tre le terapie hanno lo stesso scopo di facilitare il deflusso dell'umor acqueo dove si è creata un'ostruzione, rimuovendola se c'è, oppure nei punti in cui è più conveniente far defluire la produzione in eccesso di umor acqueo. 
Quando i farmaci e la trabulectomia falliscono, si impianta una piccola valvola drenante in silicone (es. valvola di Pauli miniaturizzata; valvola di Ahmed o Baerveldt) per favorire la fuoriuscita dell'umore acqueo e la normalizzazione della pressione intraoculare. 
In alternativa, per il glaucoma ad angolo aperto in fase incipiente o moderata del danno, dalla seconda decade degli anni duemila sono disponibili microimpianti mininvasivi detti MIGS (acronimo di minimally invasive glaucoma surgery).
La terapia medica attuale è basata essenzialmente sull'uso di colliri che hanno la funzione di ridurre la produzione di umor acqueo o aumentarne l'eliminazione; il capostipite è stato la pilocarpina, estratta da una pianta tropicale e nota fin dal 1870. Per circa un secolo è rimasto l'unico presidio ma oggi è poco usato a causa di alcuni fastidiosi effetti collaterali. Attualmente sono usati maggiormente i betabloccanti, gli inibitori dell'anidrasi carbonica (fra cui l'acetazolamide e la diclofenamide), gli alfa stimolanti e le prostaglandine con il capostipite latanoprost, in commercio dal 1997. In alcuni casi si è assistito alla riduzione della pressione oculare con la marijuana e la cocaina, droghe ancora illegali per questo problema. L'effetto farmacologico principale della cocaina a livello locale è quello di un blando anestetico e vasocostrittore, a livello del sistema nervoso centrale (SNC) è quello di bloccare il recupero (reuptake) di dopamina nel terminale presinaptico una volta che questa è stata rilasciata dal terminale del neurone nella fessura sinaptica; la rimozione della dopamina dal terminale sinaptico avviene per opera delle proteine di trasporto che favoriscono l'assorbimento del neurotrasmettitore dall'esterno all'interno del neurone. La marijuana agisce sulla funzionalità delle proteine di trasporto, impedendo il riassorbimento di dopamina all'interno del neurone.
L'ormone della crescita e l'oncomodulina sono due farmaci in fase di sperimentazione umana che promettono un parziale recupero della visione.
Studi della Glaucoma Research Foundation dal 1999 al 2001 hanno scoperto che quando il nervo ottico viene danneggiato, l'infiammazione seguente stimola le difese immunitarie di uomini e ratti a far muovere i macrofagi dentro l'occhio e rilasciare oncomodulina sopra il nervo della retina, fino a far ricrescere gli assoni.
Rita Levi-Montalcini, ricevuto il premio Nobel nel 1986 per la scoperta del Nerve growth factor, verificò più volte che le cellule trattate in vitro con Ngf ricrescono. Coordinando un gruppo di ricercatori verificò nel 2000 la possibilità di rigenerare la cornea, nel 2008 che nei ratti un 25% della cornea trattata con Ngf non necrotizzava per un glaucoma indotto, e nel 2009 le cellule del nervo ottico umano potevano essere rigenerate. Il successo era limitato a due casi di un campione di tre pazienti alle massime dosi di collirio, in fase di glaucoma terminale, praticamente ciechi: uno si è stabilizzato, altri due da un campo completamente nero hanno iniziato ad avere ampie zone di vista, verificando che l'Ngf aumenta i filamenti dei nervi (dendriti).
La High Frequency Deep Sclerotomy è una tecnica nota dai primi anni 2000 nella cura del glaucoma ad angolo aperto e del glaucoma giovanile. La HFDS (nome scientifico ITT) è una tecnica chirurgica ab interno non invasiva che permette di abbassare la pressione del sangue all'interno dell'occhio per bloccare la malattia e fino a ridurre o eliminare i farmaci utilizzati per il glaucoma.
La sclerotomia profonda si esegue se la pressione oculare non è superiore ai 25-30 millimetri di mercurio. Negli altri casi, più gravi ma per fortuna più rari, è indicato solo l'intervento perforante. Esiste anche un altro tipo di intervento chirurgico: la ciclodiastasi con filo di Supramid ideato da Strampelli che, a differenza dell'intervento perforante, non causa interruzioni del continuum della sclera evitando così la formazione della cosiddetta "bozza cistica" e il rischio di possibili infezioni endooculari. Tuttavia le indicazioni all'intervento per glaucoma, e la scelta dello stesso, sono considerazioni difficili e che devono tenere conto di molte variabili e sono comunque di pertinenza del chirurgo oculista.

## Ricerca
Nei modelli murini la terapia genica è stata in grado di rigenerare le fibre del nervo ottico e di fermare l'apoptosi cellulare delle cellule ganglionari della retina, entrambe danneggiate dal glaucoma. 
La rigenerazione delle cellule ganglionari della retina ha il potenziale di ripristinare la perdita della vista associata a neuropatie ottiche come il glaucoma, laddove la terapia genica virale per le malattie oculari è già in uso nella pratica clinica.

## Eziopatogenesi (ipotesi)
Ipotesi meccanica: il danno glaucomatoso è una diretta conseguenza dell'ipertensione oculare. Si ha una diminuzione del deflusso dell'umor acqueo con conseguente modificazione della lamina cribrosa, blocco del flusso assoplasmatico e dànno del soma della cellula gangliare.
Ipotesi meccanico-vascolare: l'ipertensione causa la compressione dei piccoli vasi della porzione laminare della testa del nervo ottico e dei vasi coroideali da cui originano scatenando ischemia con sofferenza e distruzione del tessuto nervoso.
Ipotesi danno primitivo neurodegenerativo: esiste anche un'ipotesi inerente a un danno primitivo neurodegenerativo delle cellule ganglionari, questo vale per il glaucoma ad angolo aperto, soprattutto nei casi dove la pressione non è poi così alta. La compromissione si pensa quindi sia dovuta a un danno iniziale di tipo neurologico come si ha ad esempio nella malattia di Alzheimer.
Nel glaucoma primario per ragioni ancora sconosciute l'aumento del tono oculare è provocato da una produzione di umore acqueo superiore al normale oppure più facilmente dall'ostruzione delle vie di deflusso. Nei casi in cui il glaucoma fosse provocato invece da affezioni oculari in evoluzione, traumi o prolungata terapia con farmaci cortisonici si parla di glaucoma secondario.